# G.SHDSL
O G.SHDSL (acrónimo para Symmetric high-speed digital subscriber line ou Linha Digital Simétrica de Assinante de Alta Velocidade), também conhecida como G.991.2, é uma tecnologia de telecomunicações para linhas de assinante DSL. Ela descreve um método de transmissão de sinais em pares de fios de cobre comuns (cabos telefónicos), sendo utilizada principalmente em redes de acesso para conectar assinantes a centrais telefónicas ou pontos de presença.
O G.SHDSL foi padronizado internacionalmente em Fevereiro de 2001 pela recomendação G.991.2 da ITU-T.